# Nevelvat

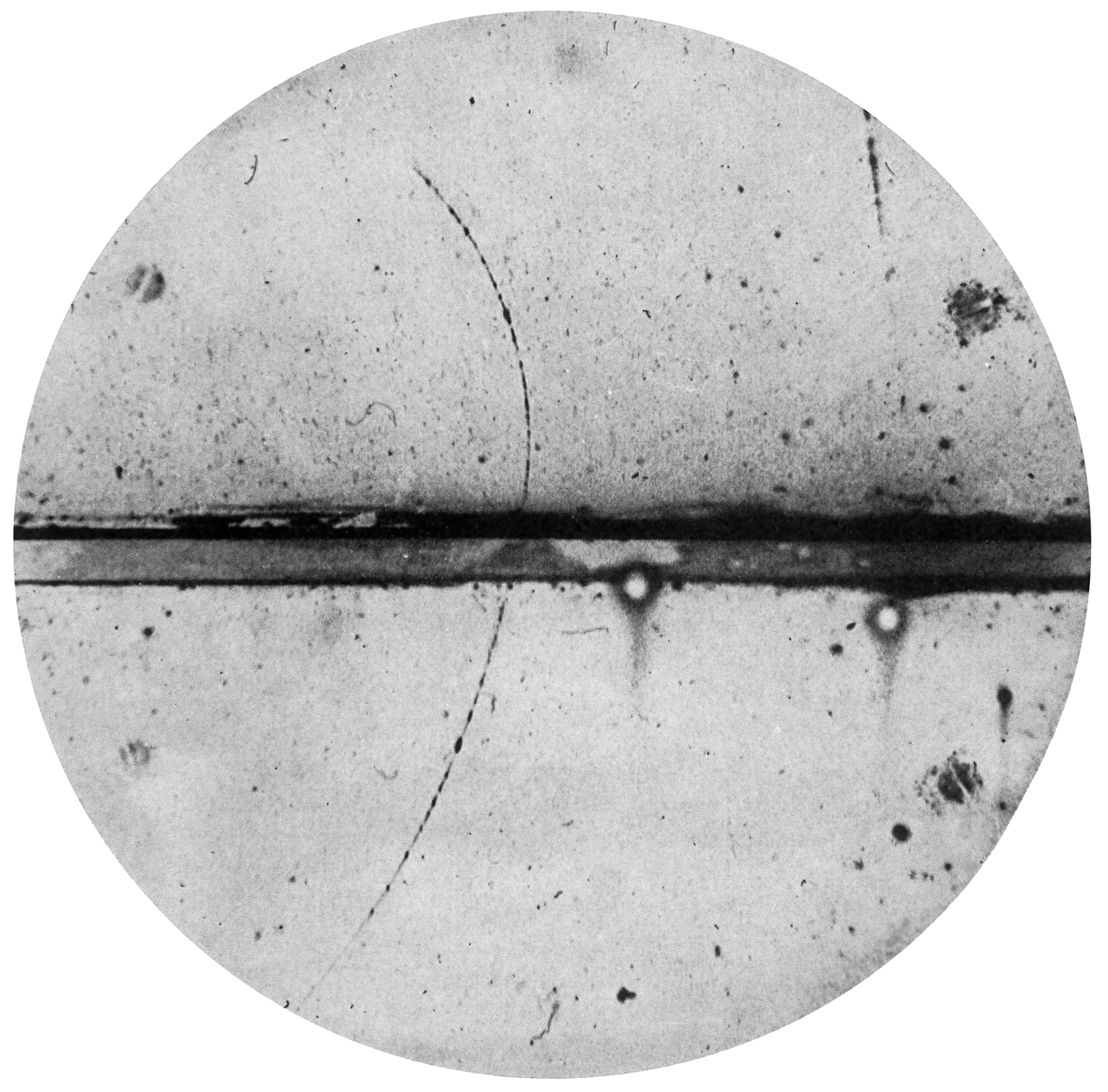
De eerste foto van de baan van een positron in een nevelvat. De baan is zichtbaar als een gebogen lijn, in het midden is een loden plaat zichtbaar.

Een nevelvat, ook wel nevelkamer genoemd, of Wilsonvat, naar de uitvinder, Charles Thomson Rees Wilson, is een wetenschappelijk instrument waarmee sporen van kleine deeltjes (bijvoorbeeld elektronen of alfadeeltjes) zichtbaar kunnen worden gemaakt. Het nevelvat is van groot belang geweest voor de ontwikkeling van de deeltjesfysica. Dankzij het nevelvat konden bijvoorbeeld bij de studie van het Compton-effect de door de röntgenstraling verstrooide elektronen zichtbaar worden gemaakt. Ook het positron werd voor het eerst waargenomen met behulp van een nevelvat. Het spoor van een positron is te zien op de foto rechts, misschien wel de meest beroemde foto die ooit gemaakt is met behulp van een nevelvat (zie de uitleg hieronder voor meer informatie). In de loop van de twintigste eeuw werd de wetenschappelijke functie van het nevelvat overgenomen door nauwkeuriger en veelzijdiger instrumenten als het bellenvat, de vonkenkamer en ten slotte de dradenkamer. Het instrument is nog steeds populair bij hobbyisten en als demonstratie in het onderwijs, waarschijnlijk vooral vanwege de eenvoudige constructie.

## Werking en gebruik
Het nevelvat is in zijn meest eenvoudige vorm een afgesloten vat, gevuld met een oververzadigde en onderkoelde damp. Wanneer een invallend deeltje (bijvoorbeeld een elektron, een muon of een alfadeeltje) met het mengsel in het vat wisselwerkt, kan het een aantal van de atomen op zijn pad ioniseren. De ontstane ionen trekken de omliggende dampmoleculen aan en verhogen daardoor lokaal de dampdichtheid, wat onder de omstandigheden in het vat onmiddellijk tot condensatie van de damp leidt (de ionen werken als condensatiekernen). Hierdoor wordt een spoortje van nevel zichtbaar langs het pad van het invallende deeltje. Uit de eigenschappen van deze spoortjes kan men informatie aflezen over het waargenomen deeltje. Een relatief zwaar alfadeeltje laat bijvoorbeeld een dikker en rechter spoor na dan een relatief licht elektron. Wanneer een magneet nabij de nevelkamer wordt geplaatst zullen geladen deeltjes afbuigen als gevolg van de lorentzkracht. Deze afbuiging is sterker naarmate de snelheid van het deeltje lager is en de lading groter. De richting van de afbuiging geeft aan of het deeltje positief of negatief geladen is.

### Het positron als voorbeeld
De getoonde foto van het positron laat zien dat het gaat om een elektron-achtig deeltje dat echter, gezien de richting van de afbuiging van de baan, een positieve elektrische lading moet hebben. De richting van de baan is op de foto van beneden naar boven. Dit kunnen we ook zien aan de kromming van de baan; de kromming is beneden minder dan boven, wat aangeeft dat het deeltje van beneden aankwam en vervolgens een deel van zijn snelheid verloor toen het door de barrière in het midden (de dikke zwarte streep) ging.

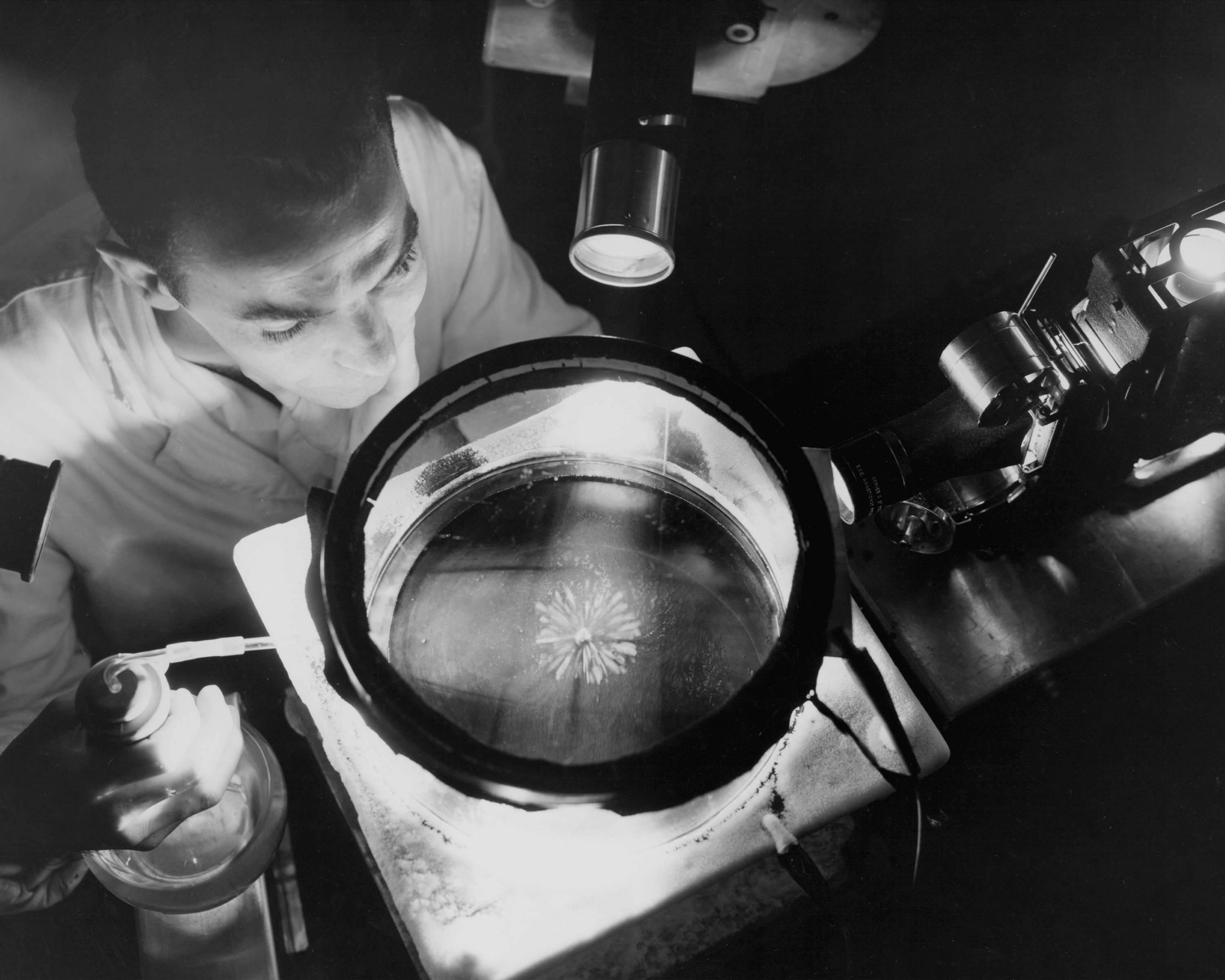
Een stuk polonium in een nevelvat straalt alfadeeltjes uit in een bloemvormig patroon.

## Uitvinding en geschiedenis
Charles Wilson vond het nevelvat al in 1911 uit (In 1927 won hij de Nobelprijs voor de Natuurkunde voor zijn vinding). Hij gebruikte het instrument in eerste instantie om de vorming en eigenschappen van wolken te bestuderen, wat de Engelse naam cloud chamber verklaart. Al gauw merkte hij echter de spoortjes op die werden nagelaten door invallende kosmische straling. In Wilsons oorspronkelijke ontwerp werd oververzadigde waterdamp onderkoeld door adiabatische expansie. Dit ontwerp laat niet toe dat de onderkoelde toestand permanent gehandhaafd blijft, omdat de damp na de adiabatische expansie weer wordt opgewarmd door de omgeving. Men spreekt daarom ook wel van een gepulst nevelvat. Latere ontwerpen handhaven de onderkoeling voor langere tijd, zodat de kamer ook langer voor waarnemingen beschikbaar is.
Een belangrijke toevoeging aan het ontwerp was het toevoegen van elektromagneten die een sterk magnetisch veld in de orde van 10-20 kGauss konden opwekken. Hiermee kon nu ook de elektrische lading van de deeltjes bepaald worden en bij meting van de kromtestraal de impuls. Vervolgens kwamen Patrick Blackett en Giuseppe Occhialini op het idee om geigertellers als 'trigger' te gebruiken om het nevelvat te laten expanderen en een foto te maken. 
In het in 1936 door Alexander Langsdorf ontwikkelde diffusienevelvat wordt de bodem van het vat op een lage temperatuur gehouden (bijvoorbeeld met behulp van koolzuursneeuw), terwijl bovenin bij hogere temperatuur voortdurend een damp wordt toegevoerd die onderkoeld raakt wanneer hij naar onderen zakt door diffusie of door de zwaartekracht. In zulke nevelvaten wordt vaak alcoholdamp gebruikt in plaats van waterdamp, omdat alcoholdamp zwaarder is dan lucht en omdat de faseovergang van alcohol bij een gunstiger temperatuur plaatsvindt. 
De werking van het in 1952 door Donald Glaser uitgevonden bellenvat is vergelijkbaar met die van het nevelvat, alleen wordt nu in plaats van een onderkoelde damp een oververhitte vloeistof gebruikt, waarin een deeltje dat met de vloeistof wisselwerkt een spoor van gasbelletjes nalaat. Het bellenvat verving het nevelvat als het belangrijkste instrument voor de detectie van kleine deeltjes. Intussen is de functie van het bellenvat vrijwel overal overgenomen door de dradenkamer. Ook dit instrument maakt weer gebruik van een instabiele beginsituatie waarin een kleine verstoring als een langsvliegend elektron een groot effect kan veroorzaken.